# Ancel Keys
Ancel Keys (26 de gener de 1904 - 20 de novembre de 2004) fou un científic estatunidenc que va estudiar la dieta sobre la salut, i en especial sobre les malalties cardiovasculars. Va suposar que els diferents greixos dietètics tenien diferents efectes sobre la salut. És considerat com el gran impulsor de la denominada dieta mediterrània, i s'atribueix a la seva pràctica que arribés a centenari.

## La dieta mediterrània
La dècada del 1950 fou quan el doctor Ancel Keys, que estudiava les relacions entre les malalties coronàries, el colesterol i la dieta, va difondre la dieta mediterrània, descrivint-la com a caracteritzada per:
| « | “abundants vegetals (fruita, verdures, pa i altres derivats dels cereals, llegums i fruits secs), amb la fruita fresca com a postres habituals, oli d'oliva com el greix principal, lactis (sobretot llet i iogurt) i peix consumits en quantitats de baixes a moderades, de zero a quatre ous per setmana, baix consum de carns vermelles, i consum entre baix i moderat de vi. És una dieta amb baix contingut en greixos saturats (entre 7 i 8% de les calories) amb un consum de greix total entre el 25% fins a poc més del 35%." | » |

El que Keys va acabar formulant va ser, una dieta pràcticament vegetariana, complementada mínimament amb carn i peix.